# Freboldite
La freboldite è un minerale appartenente al gruppo della niccolite.